# Perico Sambeat

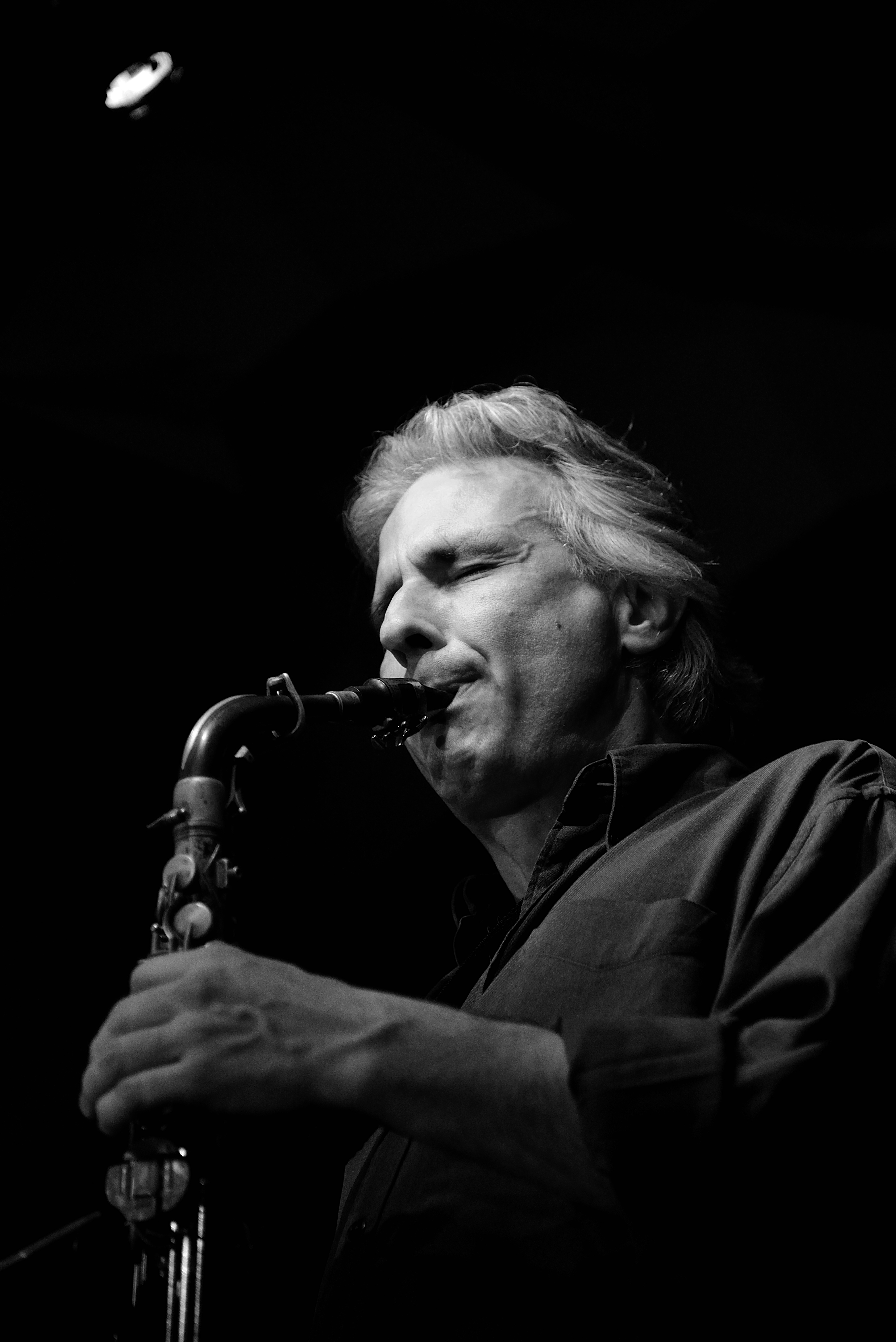
Perico Sambeat

Perico Sambeat (València, 1962) és un músic saxofonista de jazz valencià.
Es va iniciar en la música amb només sis anys, i va començar a tocar el saxòfon de forma autodidacta. Amb una forta base clàssica, va prosseguir els seus estudis en l'escola Taller de Músics de Barcelona, on va tenir mestres de la talla de Zé Eduardo. En 1991 es va traslladar a Nova York i va ingressar en la New School of New York.

## Premis
- Millor saxofonista per votació popular (2001) de l'Associació de Músics de Jazz de València
- Millor saxofonista per votació popular (1994 i 2000) per l'Associació de Músics de Jazz de Catalunya
- El disc Flamenco Big Band de Perico Sambeat va rebre al febrer de 2009 el premi de la revista JAÇ per votació popular al Millor disc de l'any 2008.[1]
- L'any 2011 va rebre el guardó Jazzterrasman del 30è Festival de Jazz de Terrassa.[1]

## Discografia destacada[3]
- 1991 - "Perico Sambeat" - EGT
- 1992 - "Punto de partida" (Perico Sambeat Quintet) - EGT
- 1992 - "Uptown Dance" (Perico Sambeat i Mike Mossman Quintet) - EGT
- 1993 - "New York – Barcelona crossing Vol.1" - Fresh Sound
- 1993 - "New York – Barcelona crossing Vol.2" - Fresh Sound
- 1993 - "Dual Force" (Perico Sambeat Quintet) - Ronnie Scott's Jazz house
- 1995 - "Ademuz" - Fresh Sound
- 1997 - "Jindungo" (Perico Sambeat i Bruce Barth Quartet) - Fresh Sound
- 1997 - "Discantus" (Perico Sambeat i el Cor de Cambra Lluis Vich – Seris
- 1998 - "Some ther Spring" (Perico Sambeat i Bruce Barth) – Satchmo SJR
- 2000 - "Perico" - Lola Records
- 2000 - "Cruce de Caminos" (Perico Sambeat i Gerardo Nuñez) – Resistencia
- 2005 - "Friendship" - ACT
- 2006 - "Ziribuye" (Perico Sambeat Sextet) – Contrabaix
- 2007 - "Colina-Miralta-Sambeat" - Contrabaix
- 2008 - "Flamenco Big Band" - Verve